# Corbeau de Torres
Corvus orru
Espèce
Statut de conservation UICN

 LC  : Préoccupation mineure
Répartition géographique
Le Corbeau de Torres ou Corbeau à nuque claire (Corvus orru) est une espèce australienne commune de passereau de la famille des Corvidae. Il a sensiblement la même taille (50–55 cm de long) que la Corneille noire (Corvus corone) eurasienne, mais son bec est plus puissant et ses pattes sont plus longues et plus fines. Il a l'iris blanc typique des corvidés australiens mais il se distingue facilement de la plupart d'entre eux - à l'exception du Corbeau du désert (Corvus bennetti) - par les plumes de la partie du cou située sous la tête d'un blanc parfait. Autre particularité : il bat des ailes aussitôt après s'être posé.

## Habitat
C'est le seul corvidé du Nord de l'Australie (voir carte) mais on le trouve jusqu'à Brisbane sur la côte est de l'Australie et il s'est parfaitement adapté à la vie urbaine. Il est abondant dans les forêts, les savanes, les bords boisés des cours d'eau, à proximité des fermes où, sauf à la saison des amours, il vit en grandes bandes, assez malin pour disparaître à la vue du premier fusil qu'il peut apercevoir. On trouve des variétés du corbeau de Torres en Nouvelle-Guinée, dans les Moluques (Corvus orru orru), en Nouvelle-Bretagne et îles environnantes (corvus orru insularis).

## Alimentation
Animal très intelligent, capable de s'adapter à de nombreuses situations comme ses cousins africains, américains, asiatiques ou européens, il peut se nourrir de tout ce qu'il trouve : animaux marins échoués sur la plage, charognes, détritus alimentaires humains, fruits ou insectes. On en voit souvent le long des routes pour récupérer les cadavres des animaux tués accidentellement. Il a appris à tuer et dévorer les crapauds buffles (Bufo marinus) venimeux en les retournant sur le ventre et les tuant d'un violent coup de bec.
Il faut signaler la coopération entre le corbeau de Torres et les vaches Banteng (Bos javanicus). Ces vaches asiatiques importées en Australie sont victimes des tiques locales; elles replient une de leurs pattes qui sert de perchoir au corbeau. Il peut se nourrir ainsi facilement des parasites et en débarrasser le ruminant.

## Reproduction
Les corbeaux de Torres forment des couples stables. La femelle pond deux à quatre œufs dans un nid de grosses branches rempli d'herbes séchées au sommet (plus de 10 m) d'un grand arbre. Les deux parents s'occupent des oisillons.

## Cri
Assez différent de celui du corbeau australien : « uk-uk-uk-uk-uk » ou « ok-ok-ok-ok ».

## Sous-espèces
D'après Alan P. Peterson, il en existe trois sous-espèces :
- Corvus orru cecilae Mathews 1912 ;
- Corvus orru latirostris Meyer, AB 1884 ;
- Corvus orru orru Bonaparte 1850.

## Galerie

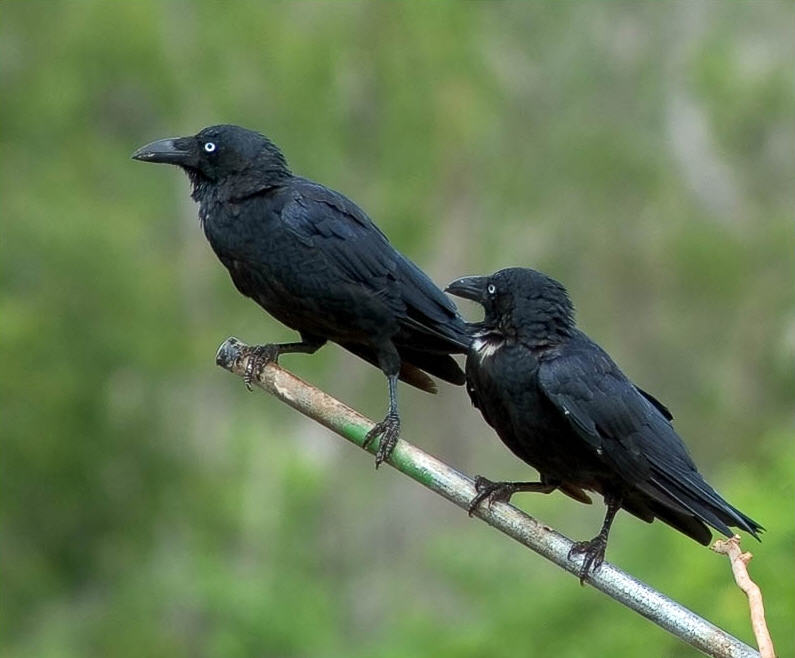